# Global Title
Un Global Title (GT en anglais, appellation globale ou adresse globale, AG en français) est une  adresse réseau utilisée par le protocole Signaling Connection and Control Part (SCCP)) pour router les messages de signalisation à travers plusieurs réseaux sémaphores SS7 différents. On parle d'adresse « globale » car elle est unique sur un réseau.

## Format d'Adresse Globale
Un Global Title peut avoir plusieurs formats, dont la plupart sont définis dans des normes séparées.
Principalement, il existe 3 types de GT utilisés par les réseaux mobiles :
- Norme (nom) = encodage
- E.164(MSISDN) = CC+NDC+SN, ex. 91-98-71405178 (utilisé en Europe)
- E.212(IMSI) = MCC+MNC+MSIN, ex. 404-69-6600620186 (utilisé aux USA)
- E.214(MGT) = combinaison de E.212 & E.164 (décrit dans les documents échangés par les opérateurs au format IR21 pour déclarer des nouveaux équipements au niveau international)

Un paramètre "format" associé au GT indique quels sont les formats disponibles à l'utilisation. Chaque format peut inclure l'un des paramètres suivants :

### Indicateur de nature d'adresse
Les bits 1 à 7 du premier octet représentent l'indicateur de nature d'adresse (NAI, nature of address indicator) et sont codés comme suit:

Bits

7 6 5 4 3 2 1

0 0 0 0 0 0 0 en réserve

0 0 0 0 0 0 1 numéro d'abonné

0 0 0 0 0 1 0 champ réservé pour usage national

0 0 0 0 0 1 1 numéro national significatif

0 0 0 0 1 0 0 numéro international

0 0 0 0 1 0 1 en réserve

à

1 1 0 1 1 1 1
 
1 1 1 0 0 0 0 champ réservé pour usage national

à

1 1 1 1 1 1 0 

1 1 1 1 1 1 1 champ réservé

Le bit 8 du premier octet contient l'indicateur pair/impair et est codé comme suit:

Bit

8

0 nombre pair de signaux d'adresse

1 nombre impair de signaux d'adresse

Les octets 2 et suivants contiennent les signaux d'adresse et éventuellement un remplissage.

## Type de traduction
À l'intérieur d'un message SCCP, le type de traduction (TT, translation type) est un champ d'un octet qui sert à diriger le message vers la fonction appropriée de traduction. Il est codé comme suit :

00000000 S'il n'est pas utilisé

00000001 Les types de traduction pour les services d'interfonctionnement entre réseaux seront affectés par ordre croissant en commençant par ce code

11111110 Des types de traduction pour des services spécifiques de réseau seront affectés par ordre décroissant en commençant par ce code 

11111111 Réservé pour extension

## Indicateur du plan de numérotage
L'indicateur du plan de numérotage (Numbering Plan Indicator) (NPI ou NP), qui décrit le plan de numérotation qui sera utilisé pour le Global Title. il est codé comme suit par la norme UIT-T Q.713 (03/2001) : 

Bits

8 7 6 5

0 0 0 0 plan de numérotage inconnu (NPI=0) 

0 0 0 1 plan de numérotage téléphonique/RNIS (NPI=1)(voir UIT-T E.163 et UIT-T E.164)

0 0 1 0 plan de numérotage générique (NPI=2)

0 0 1 1 plan de numérotage des données (NPI=3)(UIT-T X.121) 

0 1 0 0 plan de numérotage télex (NPI=4)(UIT-T F.69) 

0 1 0 1 plan de numérotage des mobiles maritimes (NPI=5)(UIT-T E.210 et UIT-T E.211) 

0 1 1 0 plan de numérotage des mobiles terrestres (NPI=6)(UIT-T E.212) 

0 1 1 1 plan de numérotage des mobiles/RNIS (NPI=7)(UIT-T E.214) 

1 0 0 0 en réserve

à

1 1 0 1 

1 1 1 0 plan de numérotage d'un réseau privé ou d'un réseau particulier

1 1 1 1 champ réservé